# Layne Ulmer
Layne Ulmer (* 14. September 1980 in North Battleford, Saskatchewan) ist ein kanadischer Eishockeyspieler, der seit 2016 für die Cardiff Devils in der britischen Elite Ice Hockey League auf der Position des Centers spielt.

## Karriere

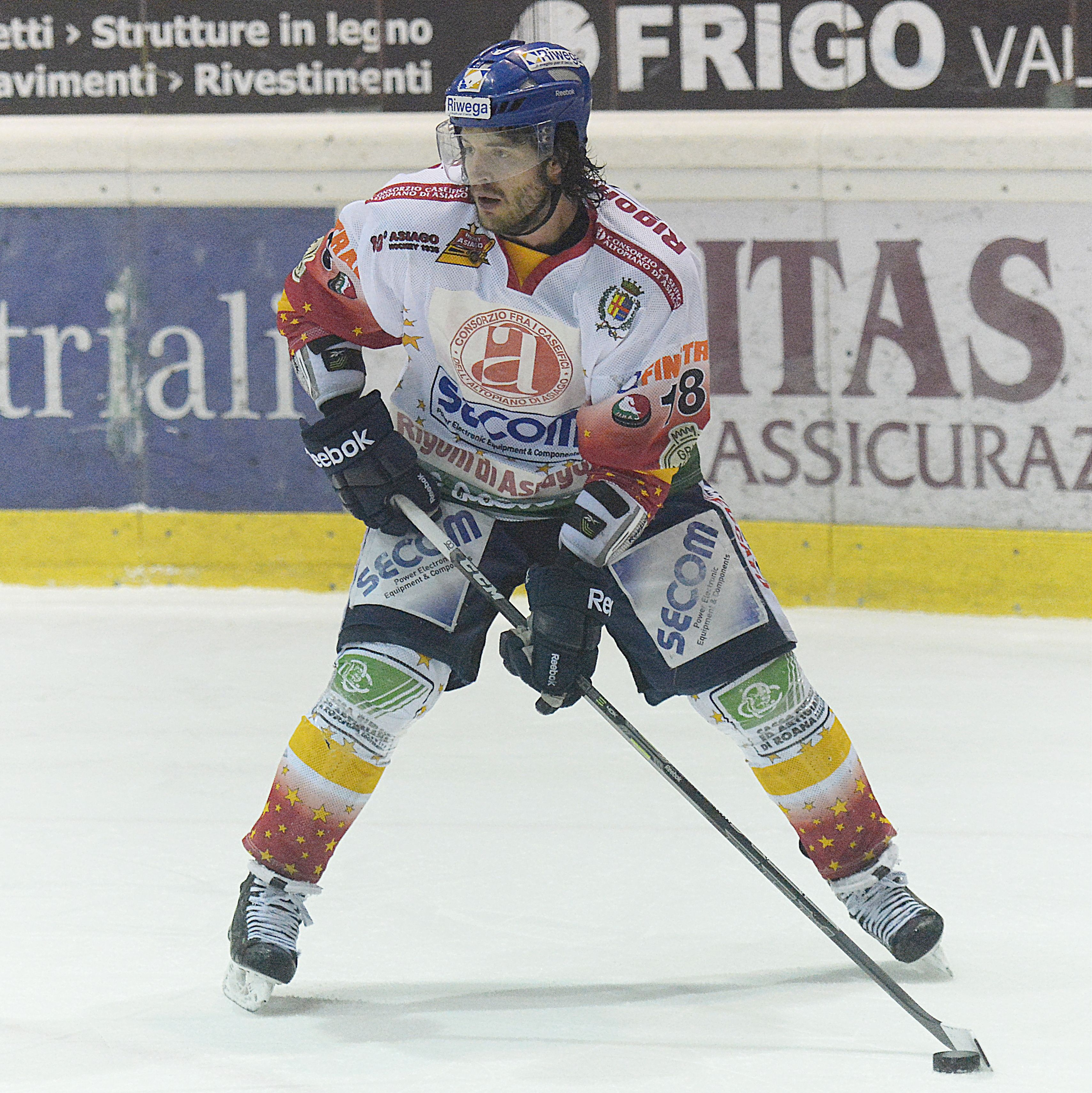
Layne Ulmer (2015)

Ulmer, der im NHL Entry Draft 1999 in der siebten Runde an 209. Position von den Ottawa Senators ausgewählt wurde, spielte in seiner Juniorenzeit zwischen 1997 und 2001 für die Swift Current Broncos in der Western Hockey League.
Zur Saison 2001/02 wechselte Ulmer dann ins Profilager und lief zunächst in der East Coast Hockey League auf. Da es die Ottawa Senators nicht geschafft hatten ihn in den zwei Jahren seit dem Draft zur Vertragsunterschrift zu bringen, war er vor Saisonbeginn als Free Agent in die Organisation der New York Rangers gewechselt. Für diese bestritt er in der Spielzeit 2003/04 auch sein einziges Spiel in der National Hockey League.
Im Sommer 2006 wechselte Ulmer in die finnische SM-liiga zu TPS Turku. In der Saison 2007/08 spielte er für die Frankfurt Lions in der DEL, für die folgende Saison unterschrieb er einen Einjahresvertrag bei den  Graz 99ers in der Österreichischen Eishockey-Liga. Von 2009 bis 2016 stand er bei Asiago Hockey unter Vertrag. Anschließend wechselte er zu den Cardiff Devils, mit denen er 2017 die Hauptrunde der Elite Ice Hockey League und damit die britische Meisterschaft gewann. In den Playoffs konnte dieser Erfolg dann nicht bestätigt werden, weil das Playoff-Finale gegen den Hauptrundendritten, die Sheffield Steelers, verloren wurde.

## Erfolge und Auszeichnungen
| - 2000 WHL East First All-Star-Team - 2001 WHL East First All-Star-Team - 2006 Teilnahme am AHL All-Star Classic - 2010 Italienischer Meister mit AS Asiago Hockey | - 2011 Italienischer Meister mit AS Asiago Hockey - 2013 Italienischer Meister mit Asiago Hockey - 2015 Italienischer Meister mit Asiago Hockey - 2017 Gewinn der Hauptrunde der Elite Ice Hockey League und britischer Meister mit den Cardiff Devils |